# أنطونيلا كوستا
أنطونيلا كوستا (بالإسبانية: Antonella Costa)‏ هي ممثلة إيطالية، ولدت في 19 مارس 1980 بروما في إيطاليا.

## أعمال

### أفلام
- (2004) يوميات دراجة النارية[2][3][4]

## وصلات خارجية
- أنطونيلا كوستا على موقع IMDb (الإنجليزية)
- أنطونيلا كوستا على موقع ألو سيني (الفرنسية)
- أنطونيلا كوستا على موقع أول موفي (الإنجليزية)
- أنطونيلا كوستا على موقع قاعدة بيانات الأفلام السويدية (السويدية)
- أنطونيلا كوستا على موقع قاعدة بيانات الفيلم (الإنجليزية)
- أنطونيلا كوستا على موقع كينوبويسك (الروسية)